# Laguna Cabildo
Laguna Cabildo är en sjö i Chile.   Den ligger i regionen Región de Valparaíso, i den södra delen av landet, 100 km väster om huvudstaden Santiago de Chile. Laguna Cabildo ligger 13 meter över havet. Arean är 0,28 kvadratkilometer. Den ligger vid sjön Laguna La Matanza. Den sträcker sig 0,5 kilometer i nord-sydlig riktning, och 1,0 kilometer i öst-västlig riktning.
Trakten runt Laguna Cabildo består till största delen av jordbruksmark. Runt Laguna Cabildo är det glesbefolkat, med 13 invånare per kvadratkilometer.